# Koike Ryuta
Koike Ryuta (小池 龍太 Koike Ryūta, sinh ngày 29 tháng 8 năm 1995) là một cầu thủ bóng đá người Nhật Bản, thi đấu cho Kashiwa Reysol ở vị trí hậu vệ.

## Sự nghiệp
Sau 5 năm ở Học viện JFA, anh chuyển vị trí từ tiền vệ sang hậu vệ. He was signed by Renofa Yamaguchi vào tháng 1 năm 2014.

## Thống kê câu lạc bộ
Cập nhật đến ngày 23 tháng 2 năm 2018.
| Thành tích câu lạc bộ | Thành tích câu lạc bộ | Thành tích câu lạc bộ | Giải vô địch | Giải vô địch | Cúp                   | Cúp                   | Cúp Liên đoàn | Cúp Liên đoàn | Tổng cộng | Tổng cộng |
| Mùa giải              | Câu lạc bộ            | Giải vô địch          | Số trận      | Bàn thắng    | Số trận               | Bàn thắng             | Số trận       | Bàn thắng     | Số trận   | Bàn thắng |
| Nhật Bản              | Nhật Bản              | Nhật Bản              | Giải vô địch | Giải vô địch | Cúp Hoàng đế Nhật Bản | Cúp Hoàng đế Nhật Bản | J. League Cup | J. League Cup | Tổng cộng | Tổng cộng |
| --------------------- | --------------------- | --------------------- | ------------ | ------------ | --------------------- | --------------------- | ------------- | ------------- | --------- | --------- |
| 2014                  | Renofa Yamaguchi      | JFL                   | 17           | 0            | –                     | –                     | –             | –             | 17        | 0         |
| 2015                  | Renofa Yamaguchi      | J3 League             | 30           | 1            | 1                     | 0                     | –             | –             | 31        | 1         |
| 2016                  | Renofa Yamaguchi      | J2 League             | 42           | 3            | 3                     | 0                     | –             | –             | 45        | 3         |
| 2017                  | Kashiwa Reysol        | J1 League             | 32           | 0            | 3                     | 0                     | 3             | 0             | 38        | 0         |
| Tổng                  | Tổng                  | Tổng                  | 121          | 4            | 7                     | 0                     | 3             | 0             | 131       | 4         |